# 마중잉

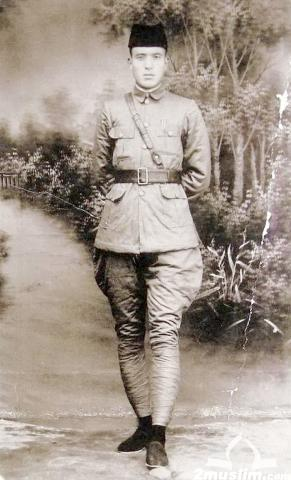

마중잉(마중영, 중국어 번체: 馬仲英; 중국어 간체: 马仲英; 병음: Mǎ Zhòngyīng; Wade–Giles: Ma Chung-ying, Xiao'erjing: مَا جٌ‌یِئٍ; c. 1910 또는 1908 – 1936년 이후)은 중국의 장군 시대에 후이족 무슬림 장군이었다. 본명은 마부잉(중국어 번체: 馬步英, 중국어 간체: 马步英, 병음: Mǎ Bùyīng, Wade–Giles: Ma Pu-ying)이다. 마중잉은 1930년대 중국 간쑤성(甘肅省)의 군벌이었다. 그의 국민당(KMT)과의 동맹은 마중잉을 사령관으로 하는 새로운 36사단(국가혁명군)으로서 국민당의 통제하에 있는 그의 지배적인 중국 무슬림 군대를 가져왔다. 신장의 총독인 진수런을 전복시키라는 명령을 받았다. 성(省)과 백군(白群)에 여러 차례 승리를 거둔 후 그는 간쑤(甘肅)에 있는 자신의 권력 기반에서 캠페인을 시작하여 신장 남부로 영토를 확장하려고 시도했지만 1934년 소련의 지원을 받은 신장(Xinjiang)의 장군 성스차이에 의해 제지당했다.